# Zeche Vereinigte Felicitas
Die Zeche Vereinigte Felicitas war ein Steinkohlebergwerk im Dortmunder Stadtteil Hacheney.
Die Zeche geht zurück auf den Erbstollen Felicitas in dem schon früh die oberflächennahen Kohleflöze des nördlichen Ardeygebirges ausgebeutet wurden. Die Kuxen der Zeche waren im Besitz von Gisbert von Romberg. Der Betrieb der Zeche war aber nicht wirtschaftlich. Laut den Archiven der Familie von Romberg kostet das Bergwerk kräftig Zubuße.
1908 wurde die Zeche Schacht 1 des Verbundgewerkes Zeche Glückaufsegen.